# Emanuel Gomes de Oliveira
Dom Emanuel Gomes de Oliveira SDS (Anchieta, 9 de Janeiro de 1874 — Silvânia, 12 de maio de 1955) foi um epíscopo brasileiro da Igreja católica romana arcebispo de Goiás, que foi, então, o 9.º  bispo da diocese e 1.º arcebispo da nova arquidiocese.

## Vida
Era filho de José Gomes de Oliveira, tenente-coronel ex-combatente da Guerra do Paraguai e de Maria Mattos de Oliveira, e irmão de Helvécio Gomes de Oliveira, que foi bispo diocesano de Corumbá e de São Luís do Maranhão e arcebispo de Mariana.Após a morte de seu pai, os irmãos Gomes de Oliveira foram morar com seu tio, o cônego Quintiliano José do Amaral, no Rio de Janeiro, onde receberam formação educacional e religiosa após passarem pelo Colégio São Luiz, dos Jesuítas, e posteriormente no primeiro colégio fundado pelos salesianos no Brasil, o Colégio Santa Rosa em Niterói dos Padres Salesianos, como seu irmão um pouco mais tarde e concluir seus estudos teológicos e filosóficos, recebeu no dia 16 Junho de 1901 uma semana depois de seu irmão a ordenação.
No dia 27 de outubro de 1922, o papa Bento XV o nomeou o sétimo bispo de Goiás, seu irmão mais novo havia se tornado bispo quatro anos antes. Foi ordenado bispo pelo Núncio Apostólico no Brasil, Arcebispo Enrico Gasparri, no dia 15 Abril do ano seguinte, os consagradores foram o Bispo de Belo Horizonte, Antônio dos Santos Cabral, e o Bispo do Espírito Santo, Benedito Paulo Alves de Souza. Quando no dia 18 Em novembro de 1932, a diocese do papa Pio XI. foi elevado ao arcebispado, ao mesmo tempo em que foi nomeado arcebispo. No geral, ele dirigiu e moldou a diocese por trinta e dois anos. Ele é considerado um grande construtor de igrejas e escolas este último especialmente em Goiânia. Ele também inspirou a fundação da Pontifícia Universidade Católica de Goiás.
Seu corpo foi enterrado na Catedral de Goiânia, que ainda estava em construção.